# Governo Nacional Polonês (Revolta de Janeiro)
O Governo Nacional Polonês de 1863-1864 foi uma autoridade suprema polonesa clandestina durante a Revolta de Janeiro, uma insurreição em grande escala durante a partição russa dos antigos territórios da Comunidade Polaco-Lituana. Tinha uma forma colegial, residia em Varsóvia e era chefiada por Karol Majewski. Foi concebido como um governo temporário e funcionou como uma instituição administrativa com muitos ministérios e departamentos. 
Durante 1863-1864, foi um verdadeiro governo paralelo apoiado pela maioria dos poloneses, que até pagavam impostos por ele, e um problema significativo para a polícia secreta russa (Terceira Seção). "Ele organizou uma das primeiras campanhas de guerrilha urbana do mundo", de acordo com Norman Davies. Tornou-se o protótipo do Estado Secreto Polonês durante a Segunda Guerra Mundial. 
Ela foi projetada para unir a Polônia em uma luta nacional e reivindicou todas as terras da Comunidade Polaco-Lituana anteriores à partição.
O último "ditador" do Governo Nacional foi Romuald Traugutt, que foi preso na noite de 10 para 11 de abril de 1864 pelas autoridades russas. Com sua execução, a revolta teve seu fim simbólico.

## Legado
O Governo Nacional foi uma inspiração para muitos poloneses durante o resto do século XIX e início do século XX, incluindo Józef Piłsudski, que se inspirou nele para criar suas Legiões Polonesas. Em documentos oficiais da época, Piłsudski usa o nome de Rząd Narodowy com o brasão da Revolta de Janeiro de 1863.
Todos os veteranos caídos e participantes do governo foram condecorados postumamente com a Cruz da Independência pelo presidente polonês Ignacy Mościcki em 21 de janeiro de 1931, na Polônia já independente. 